# Накао Исида
Накао Исида (яп. 石田 名香雄; 1923—2009) — японский врач и вирусолог, президент Университета Тохоку.

## Биография
Окончил медицинский факультет Императорского университета Тохоку (1946). Обнаружил вирус «Сендай» и разработал противораковый антибиотик неокарциностатин. Получил медицинскую премию имени Хидейо Ногучи и премию Академии наук Японии.
Был известен своим хобби — любовью к саке и его коллекционированию.

### Хронология
- 1946 — окончил медицинский факультет Императорского университета Тохоку
- 1951 — доктор медицины (Университет Тохоку), тема диссертации «Исследования антибактериальных веществ с радиоактивными бактериями»
- 1953 — открытие вируса «Сендай»
- 1960 — профессор кафедры бактериологии, медицинского факультета университета Тохоку
- 1965 — открытие противоракового антибиотика — неокарциностатина
- 1975 — декан медицинского факультета университета Тохоку
- 1983 — 15-й президент университета Тохоку (1983—1989)[2]
- 1989 — звание почётного профессора Университета Тохоку.

### Награды
- 1980 — Мемориальная премия Хидэё Ногути[3]
- 1987 — премия Японской академии наук за исследования по обнаружению вируса «Сендай», его структуры и функции
- 1996 — орден Священного сокровища 1-й степени.